# Comité d'action des prisonniers
Pour les articles homonymes, voir CAP.
Le Comité d'action des prisonniers (CAP), fondé en France en novembre 1972 par Serge Livrozet, est une association de détenus et d'ex-détenus partisans de l'abolition des prisons.
Il prolonge l'action du Groupe d'information sur les prisons (GIP) animé, depuis 1971, par Michel Foucault.
D'inspiration libertaire,, le CAP publie 67 numéros de son Journal des prisonniers et mène plusieurs campagnes retentissantes notamment pour l'accès libre à la presse et à la radio en prison, ainsi que pour la liberté de correspondance et de parloir.
Sans avoir réussi à obtenir le droit d'association pour les détenus ou la suppression du casier judiciaire, le CAP s'auto-dissout en avril 1980.

## Noyau historique
Près de trois ans après Mai 68,, dont une partie des militants se retrouvent en prison en 1970 lors des actions de la gauche prolétarienne, est fondé le 8 février 1971, le Groupe d'information sur les prisons (GIP) qui a pour but de permettre la prise de parole des détenus et la mobilisation des intellectuels et professionnels impliqués dans le système carcéral. Grâce à son action, la presse et de la radio, jusque-là interdits, rentrent dans les prisons.
Après s'être mobilisé pour donner la parole aux prisonniers, le GIP se retire progressivement lorsque ceux-ci prennent leur lutte en main. L'auto-dissolution du GIP débute en décembre 1972 mais le groupe continue d'agir jusqu'en juin 1973. Il s'efface graduellement au profit du Comité d'action des prisonniers qui sort le premier numéro de son journal le 11 décembre 1972,.
Le noyau fondateur du Comité d'action des prisonniers dont Serge Livrozet, Michel Boraley et Claude Vaudez est issu du mouvement de lutte de la centrale de Melun où ils s'étaient organisés en se référant aux combats du mouvement ouvrier, en faisant grève, en menant des actions collectives, avec des revendications pour l'amélioration des conditions de détention. S'ils n'ont pu obtenir le droit de créer au sein de la détention des comités de détenus démocratiquement élus, une fois libérés, ils forment le CAP.
« Leur objectif est de continuer la lutte contre la prison en menant de front à la fois des revendications immédiates mais aussi en construisant des perspectives sur du plus long terme, comme l’abolition de la prison. Pour cela ils entendent créer un grand rassemblement de prisonniers et d’anciens prisonniers autour d’une analyse de classe de la prison – cette analyse les amenant à affirmer que tout prisonnier est un prisonnier politique. Mais à l’intérieur du CAP a émergé un autre groupe de personnes qui n’avaient pas subi de longues années d’emprisonnement, qui étaient contre la prison et la justice mais qui n’avaient pas pour objectif de créer un mouvement de masse et qui estimaient qu’un seul prisonnier en lutte donnait l’occasion à l’ensemble d’un groupe extérieur de lutter contre la prison. »

## Asociation
Le Comité d'Action des Prisonniers se constitue alors en une association loi de 1901 qui regroupe des anciens détenus, des incarcérés mais aussi des personnes n'ayant pas d'expérience personnelle de la prison.
Le noyau de départ est rejoint par d'autres ex-détenus, dont Jean Lapeyrie,,, Jacques Lesage de La Haye,, Agnès Ouin, Jacques Pucheu, Jean-Claude Reilles, Jean-Pierre Delaspre, Michel Neveu, Raymond Agguinti .
De nombreux « compagnons de route » soutiennent également ses actions tels Claude Mauriac, Maurice Clavel, Jean-Marie Domenach, Philippe Gavi ou Michèle Manceaux.
Le premier but du CAP est de rapprocher les détenus de droit commun et les prisonniers politiques. À l'époque, plusieurs centaines de militants mao-spontex sont incarcérés, et pour eux les délits des détenus de droit commun « sont directement et essentiellement dus au système politique en vigueur, puisqu'il est le seul responsable de la pauvreté des uns et de la richesse outrée des autres ».
Pour le CAP, « Tout prisonnier est politique » : « la population pénale, quelque 30 000 prisonniers, est issue de la classe ouvrière à 85-90 %. [...] la prison ne réhabilité pas le "taulard" mais l'entraîne dans un engrenage sans fin. [...] Ainsi les jeunes [sont] "poussés à la révolte et à la délinquance primaire par un système qui les exploite", et la prison ne ferait rien d'autre que de les confronter à une "surexploitation". ».
Enfin, pour le CAP, « la réinsertion sociale des prisonniers ne saurait être que l'œuvre des prisonniers eux-mêmes ».
Selon l'auteur Christophe Soulié, auteur de Liberté sur paroles. Contribution à l'histoire du CAP : « Le CAP lui-même se définit comme un mouvement plutôt libertaire et non-violent. Ses membres mettent en avant une société basée sur des rapports non-violents et égalitaires. Ils essayent de pratiquer une lutte non-violente. C'est un choix stratégique. Certains de ses militants ont côtoyé  le Mouvement pour une alternative non-violente. »,

## Journal

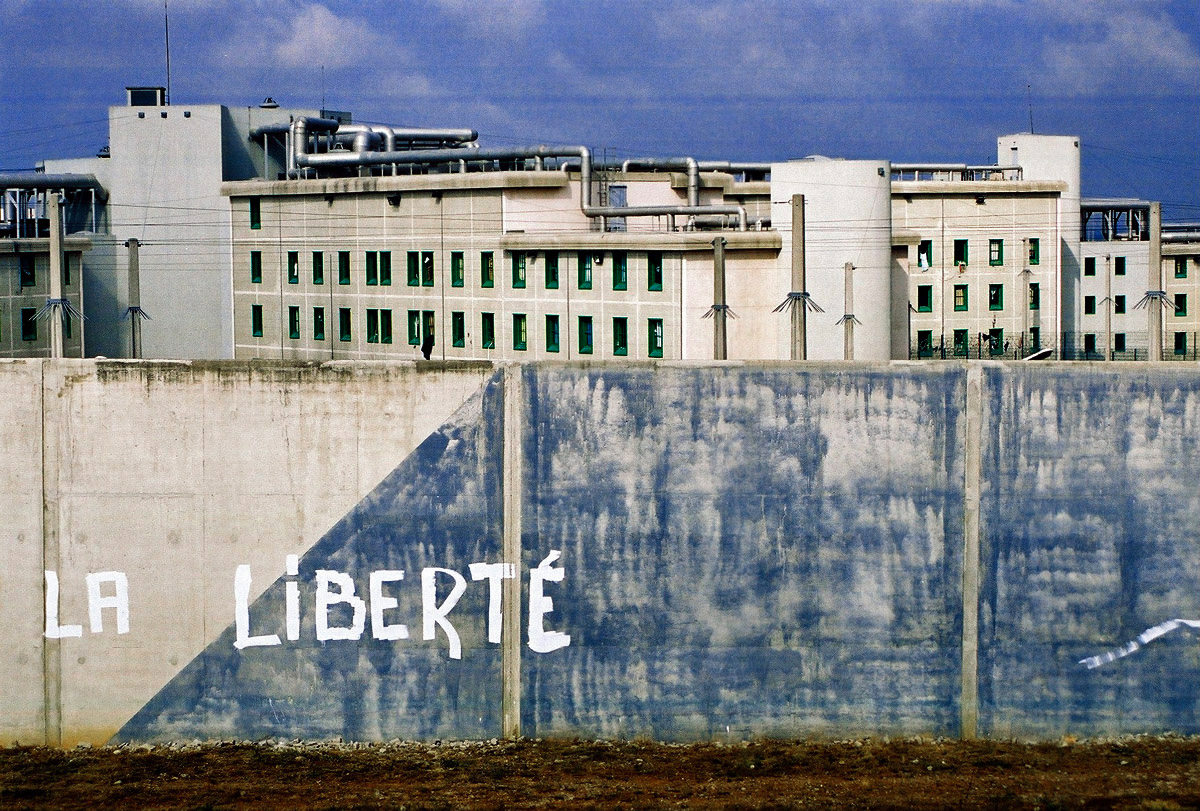
Graffiti sur un mur de la prison de Villeneuve-lès-Maguelone, près de Montpellier en 2002.

Le CAP est un organe d'information sur les luttes au sein des prisons et non pas un agent coordinateur de ces luttes. Il précise qu'il n'est pas un collectif appelant à la révolte mais un soutien extérieur pour permettre aux prisonniers de s'exprimer. L'article 3 des statuts de l'association, souligne que l'objectif est « de donner à chaque prisonnier et ancien prisonnier la possibilité de s'exprimer et de vivre comme un homme à part entière ».
Le CAP publie un journal pour « lever le voile » sur l'univers carcéral et permettre aux détenus de s’exprimer directement.
La première bataille menée par le journal est tout simplement de pouvoir passer le cap de la censure et de rentrer dans les établissements pénitentiaires : le décret du 5 novembre 1977 précisant que « les publications contenant des menaces précises contre la sécurité des personnes ou celle des établissements pénitentiaires peuvent être, à la demande des chefs d'établissements, retenus sur décision du garde des Sceaux »,,.
Le comité de rédaction du premier numéro du Journal des prisonniers regroupe Michel Boraley, Élisabeth Dubois, Daniel Defert, Michel Foucault, Serge Livrozet, Maurice Marais, Ange Rault et Gérard Horny : « Les prisonniers et les anciens prisonniers doivent s'organiser comme une force de lutte. [...] Le journal doit être le lien et l'instrument de ces luttes ».
Le CAP fait valoir l'idée que les détenus ont « le droit d'avoir des droits ». Le 15 janvier 1973, le n°2 du journal présente 11 revendications,, qui seront développées au cours des 10 premiers numéros : la suppression du casier judiciaire, de l'interdiction de séjour, de la contrainte par corps et des frais de justice (n°2), la suppression de la peine de mort, de la prison à vie, de la tutelle pénale (n°3), la réorganisation du travail en prison (n°4), la correspondance et le parloir libres (n°5), le droit à des soins médicaux et dentaires corrects (n°6), le droit de recours et de défense des détenus devant l'Administration pénitentiaire (prétoire, libération conditionnelle, mesures de grâce, etc.) et le droit d'association à l'intérieur des prisons (moyen essentiel pour faire valoir les revendications précédentes) (n°7). Le CAP se distingue au neuvième numéro en réclamant un douzième point : la suppression de la prison,.
Ce dernier point, et le journal le reconnaît, semble être en contradiction avec les différentes revendications : comment réclamer l'aménagement des conditions de la détention en même temps que son abolition ? La suppression de la prison constitue l'objectif du CAP qui affirme la faillite du système répressif mais cette exigence est peu réalisable dans de brefs délais. Ayant pour beaucoup connu la prison, les membres du CAP, ne peuvent être totalement contre des réformes ou des aménagements,.
Le journal s'arrête en avril 1980 avec le n°67 qui titre « Le CAP : c'est fini ! » Après son apogée, en 1979, avec la campagne contre les Quartiers de Sécurité Renforcée (QSR) et les Quartiers Haute Sécurité (QHS) abolis en 1981 par Robert Badinter, le CAP connaît un rapide déclin. Il manque de nouveaux militants au sein des prisons et le noyau fondateur assure encore la continuité du mouvement. Le CAP ne s'est jamais revendiqué de la majorité de détenus, ces derniers trouvaient le mouvement trop politisé, trop extrémiste et presque 8 ans après sa création, Serge Livrozet est usé et se prononce pour l'auto-dissolution,.

## Radio des prisonniers
Le CAP fait aussi figure de précurseur en organisant, le 13 septembre 1977 à 19 heures, devant la maison d'arrêt de la Santé, une première émission de radio libre à destination des détenus,.
Voici le texte des premières secondes de l'émission : « Détenus de la prison de la Santé, cette émission s'adresse à vous ! Il y a des sociétés qui enferment les gens et qui étouffent leurs paroles mais il y a une chose que ces sociétés ne peuvent pas supporter, c'est l'union à laquelle vous allez assister. Détenus de la Santé, vous allez être les témoins d'un mariage intolérable et révoltant, d'un mariage qui fait peur : celui d'une radio-libre et d'un mur de prison » (Jean Lapeyrie, journal du CAP, octobre 1977).

## Militantisme
Le CAP met en œuvre la désobéissance civile et tente de prendre le "système" à ses contradictions, soit sur le terrain judiciaire, dans les procès, soit par des actions comme la vente du journal devant les prisons parisiennes les jours de parloir des familles. La police arrête ces opérations dans un premier temps. Ils sont 10 la première fois, la fois suivante ils sont 20, puis 30. Au début, il n'y a que des militants du CAP, des « repris de justice », socialement très vulnérables, mais après il y a des lycéens qui s'habillent en bagnards, ensuite des profs, des intellectuels,.
Le CAP organise des manifestations devant le Ministère de la Justice et devant des établissements pénitentiaires où se déroulent des mouvements revendicatifs de détenus.
Le CAP se mobilise sur des grands principes comme l'abolition de la prison, la liberté d'association, le respect du droit du travail, mais aussi sur des revendications immédiates comme la liberté de lire ce qui est édité. Un prisonnier de la Santé commande des livres dont il sait qu'ils sont interdits, comme celui de Serge Livrozet, De la prison à la révolte (1972). L'administration refuse et le détenu entre en grève de la faim soutenu à l'extérieur par des écrivains qui manifestent devant la Santé avec un haut-parleur pour informer qu'ils sont là. Et l'administration doit céder.
Selon Christophe Soulié, auteur de Liberté sur paroles. Contribution à l'histoire du CAP : « On l'a accusé de fomenter des révoltes alors qu'il n'y a jamais appelé,  tout simplement parce qu'il ne se voulait pas une avant-garde. Par contre, il soutenait les prisonniers en lutte. C'est eux qui prenaient les plus gros risques. Cela aurait été plutôt malsain d'appeler depuis l'extérieur les prisonniers à se révolter. Partant de l'intérieur, le mouvement n'a pas la même signification. Lors des révoltes de 1974 il y a eu au moins 7 morts et de nombreux blessés graves. [...] Les révoltes ont beaucoup marqué le CAP, on peut dire qu'il est issu de celles de 1971-72. De nombreux membres les ont vécues. En 1974 ceux qui l'ont fondé sont dehors, mais ils sont devant les prisons lors des révoltes, à tracter, à intervenir, à manifester. Ils se font emballer. Là aussi il y a des procès. »

## En Belgique
Une section belge du Comité d’action des prisonniers est créée en 1973.
Selon l'ancien détenu Marc Sontrop : « En 73, 74, en Belgique, il y avait déjà eu quelques tentatives mais c'étaient surtout des comités pris en charge par des gens qui travaillaient dans le secteur de la prison et non par d'anciens détenus. En 74, une assemblée du CAP (Comité d'action des prisonniers) s'est tenue en France d'où est née une espèce d'internationale du CAP, avec des sections notamment au Canada, au Québec, en Angleterre, en Italie, au Luxembourg, aux Pays-Bas, en Allemagne et en Belgique. Le CAP belge est né mais en fait sans expérience, et il y a eu très vite des divergences de vue entre les détenus et les non-détenus. »
En 1974 et 1975, l'avocat Thierry Vanderlinden est sanctionné par le Conseil de l'Ordre pour avoir fait passer, en prison, sous « courrier d'avocat » plusieurs exemplaires du journal du CAP belge,.

## Postérité
Pour l'historien Jean Bérard : « À la suite de crises graves et de mutineries intervenues dans les prisons en 1971 et 1974, une mobilisation syndicale et associative a abouti à la création du Groupe d’Information sur les prisons, remplacé par la suite par le Comité d’action des prisonniers. L’intervention du monde extérieur, étudiants, avocats, députés, s’est développée suivant deux conceptions distinctes : - la prison, lieu clos, est le lieu d’amendement de l’individu, - le prisonnier, privé momentanément de son droit d’aller et venir, reste un citoyen qui conserve ses autres droits qu’il faut défendre. Il est apparu qu’il peut ne pas être toujours légitime de vouloir transformer le détenu mais qu’il convient de respecter ses droits. Par ailleurs, la prison peut être intolérable et la voix des détenus doit pouvoir se faire entendre. Le Comité d’action des prisonniers permet un relais vers la société civile. L’exigence démocratique ne peut supporter que la prison demeure hors du regard et de l’action de la société civile. Mais en retour, la société civile ne peut manquer de pointer ce qui en prison est contraire à l’égalité des droits que promeut la démocratie. Entre les deux, des organisations qui œuvrent dans et vers la prison tentent de défendre les personnes détenues sans consolider les murs qui les enferment. »
En 1989, ce sont des anciens du Comité d’Action des Prisonniers (CAP), dont Jacques Lesage de La Haye qui lancent et animent l'émission Ras les murs, le mercredi soir, sur Radio libertaire.
En 1990, un Fonds d'archives est créé par la Bibliothèque de documentation internationale contemporaine sous la référence « F delta 702 ».

## Publications
- De décembre 1972 à février 1980, le CAP publie 67 numéros du Journal des prisonniers[56],[57],[58] imprimé en moyenne à 15000 exemplaires avec des pointes à 50000 exemplaires[2],[7] en 1974[59].
- Daniel Defert et Gilles Deleuze, Suicides de prison, Intolérable, n°4, février 1973. Cosignée avec le Groupe d'information sur les prisons et l'Association de Défense des Droits des Détenus (ADDD), cette brochure « annonce la fin du GIP et la mise en place d'un relais assuré en partie par les prisonniers eux-mêmes »[60],[10].

#### Travaux universitaires
- Christophe Soulié, Liberté sur paroles. Contribution à l'histoire du Comité d'action des prisonniers, université Bordeaux Montaigne, section journalisme, mémoire présenté sous la direction de Yaya Drabo et Gérard Marty, 1986[61]
- Jean Bérard, La Justice en procès, les mouvements de contestation et le système pénal (1968-1983), Presses de Sciences-Po, 2013.
- Agnès Ouin, La violence de la justice, Déviance et société, vol. 3, n°1, 1979, pp. 77–78, texte intégral.
- Marc Renneville, La rubrique « Taulards » de Libération (1976-1979), 5 janvier 2010, Criminocorpus, texte intégral.
- Grégory Salle et Gilles Chantraine, Le droit emprisonné ?, Politix, 3/2009, n°87, p. 93-117, texte intégral.
- Joël Charbit, Gwénola Ricordeau, Syndiquer les prisonniers, abolir la prison, Champ pénal/Penal field, vol. XII, 2015, lire en ligne, DOI 10.4000/champpenal.9124.

### Vidéographie
- Hélène Châtelain et René Lefort, Les Prisons aussi, documentaire produit par le Groupe d'information sur les prisons en 1973. Après les révoltes en prison de 1971, le Groupe d'information sur les prisons (GIP) dont Michel Foucault est l'un des fondateurs, décide de briser le silence. À quoi sert la prison ? Des témoignages d'ouvriers et d'anciens détenus mettent à jour les contradictions d'un système fondé sur l'exploitation et la répression.
- Nicolas Drolc, Sur les toits, 95 minutes, Les Mutins de Pangée, 2013, notice éditeur.

### Radio
- Christophe Soulié, Retour sur l'histoire du Comité d’action des prisonniers 1972-1980, Canal Sud, Toulouse, 9 mars 2012, écouter en ligne.
- Anne Guérin, entretien téléphonique à l’émission Bruits de Toles, Canal Sud, 31 octobre 2013, écouter en ligne.